# Стивенар, Мишель
Мишель Стивенар (фр. Michel Stievenard; род. 21 сентября 1937, Вазье) — французский футболист, игравший на позиции нападающего, игрок национальной сборной Франции. Известен выступлениями за клубы «Ланс» и «Анже». Серебряный и бронзовый призер чемпионата Франции.

## Клубная карьера
Футбольную карьеру начал в семнадцатилетнем возрасте в клубе «Расинг Ланс» в 1954 году, в первом же сезоне стал бронзовым призёром чемпионата, сыграв в 17 матчах первенства и забив 5 голов. Сезон 1955—1956 годов принёс игроку серебряные награды национального чемпионата, однако следует отметить, что по ходу турнира он принял участие лишь в 7 матчах клуба, забив 1 гол. Чемпионат 1956—1957 года «Ланс» вновь завершил на втором месте, по ходу турнира Стивенар стал твердым игроком основы, сыграл в 24 матчах и отметился 11 голами. Всего за клуб из Ланса он отыграл 7 сезонов, в большинстве матчей выходя на поле в основном составе клуба.
В 1961 году заключил контракт с середняком чемпионата клубом «Анже», отыграл за него в восьми сезонах. Являлся игроком основного состава и стабильно забивал в первых пяти сезонах не меньше 10 голов за чемпионат. В сезоне 1966—1967 года помог клубу завоевать бронзовые награды чемпионата.
Всего в высшем дивизионе чемпионат Франции провёл более 400 игр и забил более 100 голов.
В 1969 году перешёл в состав клуба «Ансени», выступавшего в одном из низших дивизионов французского чемпионата, провёл в его составе два года. В 1971 году пополнил состав клуба «ЭСР Ла-Рошель», который выступал в Лиге 2, отыграл в нём три сезона, балансируя вместе с клубом между второй и третьей французскими лигами.
Футбольную карьеру завершил в клубе «Олимпик Сомюр» в 1975 году.

## Выступление за сборную
В составе национальной сборной Франции провел 2 матча, и оба они пришлись на неудачный для французов домашний чемпионат Европы. 6 июня 1960 года он дебютировал в игре 1/2 финала против сборной Югославии, которая завершилась со счетом 4:5 не в пользу французов. Уже через три дня 9 июня он вышел на поле в игре за бронзовые награды против сборной Чехословакии, которая завершилась со счетом 0:2 вновь не в пользу французов.

## Достижения
- Серебряный призер чемпионата Франции: 1955/1956, 1956/1957
- Бронзовый призер чемпионата Франции: 1966/1967